# Markku Luolajan-Mikkola
Markku Pentti Luolajan-Mikkola, född 18 december 1957 i Helsingfors, är en finländsk cellist och viola da gamba-spelare. 
Luolajan-Mikkola har studerat cellospel vid Sibelius-Akademin för Arto Noras och Seppo Laamanen. Efter att ha blivit diplomerat 1983 fortsatte han med studier i barockcello och viola da gamba i Nederländerna. Han har sedan 1975 verkat som lärare i olika musikläroinrättningar och sedan 1997 undervisat i barockcello och viola da gamba vid Sibelius-Akademin. Han har uppträtt flitigt som gambist vid konserter och festivaler i Finland, Europa och USA samt gjort åtskilliga grammofoninspelningar. Han tillhör den engelska gambakvartetten Phantasm, som 1997 och 2004 har erhållit det ansedda Gramophone-priset.